# Gusborn
Gusborn es un municipio situado en el distrito de Lüchow-Dannenberg, en el estado federado de Baja Sajonia (Alemania). Tiene una población estimada, a fines de 2020, de 1221 habitantes.
Es parte de la mancomunidad de municipios (en alemán, samtgemeinde) de Elbtalaue.
Está ubicado a poca distancia al sur de la frontera con el estado de Mecklemburgo-Pomerania Occidental y al norte de la frontera con el estado de Sajonia-Anhalt.